# Франко, Микита
Микита Франко (род. 15 июня 1997, Павлодар) — русскоязычный писатель родом из Казахстана. Получил известность после выхода дебютной книги «Дни нашей жизни», ставшей бестселлером в 2020 году.

## Биография
Родился 15 июня 1997 года в Казахстане, в городе Павлодар, в семье врачей. После окончания школы переехал в Новосибирск, где поступил в Новосибирский государственный медицинский университет, но бросил учёбу на четвёртом курсе. В тот же период вёл закрытый блог ВКонтакте, тексты из которого впоследствии составили его дебютную книгу «Дни нашей жизни», о мальчике, взрослеющем в однополой семье в России.Книга вышла летом 2020 года в издательстве Popcorn Books, и сразу получила большое внимание со стороны критиков и читателей. В дальнейшем «Дни нашей жизни» были переведены на немецкий, польскийи итальянскийязыки.
После выхода первой книги, Микита Франко продолжил использовать квир-оптику в своих работах. В 2021 году в издательстве Popcorn Books вышли его книги: «Тетрадь в клеточку» о мальчике, переживающем самоубийство матери; и «Девочка в нулевой степени» о гендерном поиске себя в строгой иерархии церковной среды.
В 2022 году вышло продолжение книги «Дни нашей жизни» — «Окна во двор».
В 2023 году вышла первая книга, допущенная к продаже в России после принятия закона «против ЛГБТ-пропаганды» — «Скоро конец света». Это первая книга Франко без квир-линии. В ней рассказывается об усыновлении ребёнка американской парой на фоне принятия в России «закона Димы Яковлева».
Летом 2023 года стало известно, что Франко уехал из России, и продолжил писать свои книги в Казахстане. Некоторые из них планируются к выходу в казахстанском издательстве Steklo Press, другие издаются им самостоятельно.

## Премии
В 2020 году Микита Франко был номинирован на премию GQ в номинации «Автор года», и на премию Сноб «Сделано в России» в номинации «Литература». В 2021 году книга «Дни нашей жизни» была номинирована на премию «НОС» в 2021 году.

## Критика
Авторы-вундеркинды вроде Франсуазы Саган, Сьюзен Хинтон или автора «Эрагона» Кристофера Паолини, пишущие свои первые книги на излете пубертата и вторгающиеся в литературный истеблишмент на манер беззаконных комет, появляются в литературе с некоторой периодичностью, и Микита Франко определенно представитель той же «молодой да ранней» породы. Сумеет ли он удержаться в писательской профессии, ждать ли нам от него новых — подлинно литературных — текстов, выходящих за рамки переосмысленного персонального опыта, мы узнаем немного позже. Пока же можно утверждать одно: «Дни нашей жизни» — обаятельная, живая, очень честная книга, помимо прочих достоинств делающая в высшей степени благое дело — нормализирующая восприятие гомосексуальных семей в нашей стране.

— Галина Юзефович, «Meduza»
Обаятельное и очень своевременное напоминание, что два папы у ребенка тоже бывают. И это может быть очень хорошие папы. Романов о такой российской семье вы ещё точно не читали. Пора.

— Константин Кропоткин, «Содомиумора»
Это яркая книга: «Денискины рассказы», осложнённые Альмодоваром.

— Леонид Парфёнов, журналист и телеведущий